# Исаак ибн ал-Хадиб
Исаак ибн ал-Хадиб, также Исаак аль-Хадиб или Исаак бен-Соломон бен-Цаддик (ок. 1350 — ок. 1426), — испано-еврейский астроном и поэт, живший в Кастилии (1370) и на Сицилии (1396—1429?).

## Биография
Сын Соломона бен-Цаддик из еврейской семьи Алхадиб, представители которой пользовались известностью в период от начала XIV до конца XVII веков.
Ученик Иегуды бен-Ашера и последователь Самуила Царцы. Автор астрономических сочинений «Орах Селулах» и «Кель-Чемдах» и примечаний к астрономическим сочинениям других авторов.

## Труды

### Астрономические труды
Составил сочинение по хронологии Солнца и Луны, «Орах Селулах» («Проторённая дорога» или «Проторённый путь»), в котором выступает последователем авторитетнейшего тунисского астронома Ар-Раккама. К этому труду Ал-Хадиб присоединил четыре таблицы по Аль-Ваттаки и одну по Аль-Каммаду.
Согласно указанию одной рукописи, собственности частного лица, Ал-Хадиб написал также «אנדה כלי חמדה» («Письмо о железных приборах»), где он подробно говорит об изобретённых им на Сицилии инструментах. По мнению Штейншнейдера, это сочинение не идентично с его трудом «כלי הממוצע» («Планиметрический прибор»).
Сочинил дополнение к тому стихотворению, которым Моисей Гандали начинает свой комментарий к еврейскому переводу астрономического труда Аль-Фергани (IX век).

### По Ветхому Завету
Написал трактат о богословской терминологии.
По мнению Буксторфа, он написал книгу «Leschon ha-zahab» («Язык золота») — трактат о мерах веса в Библии.
Также сочинил гимн в честь Эсфири (автор полностью раскрывает своё имя в акростихе).